# 뉴클레오사이드 유사체

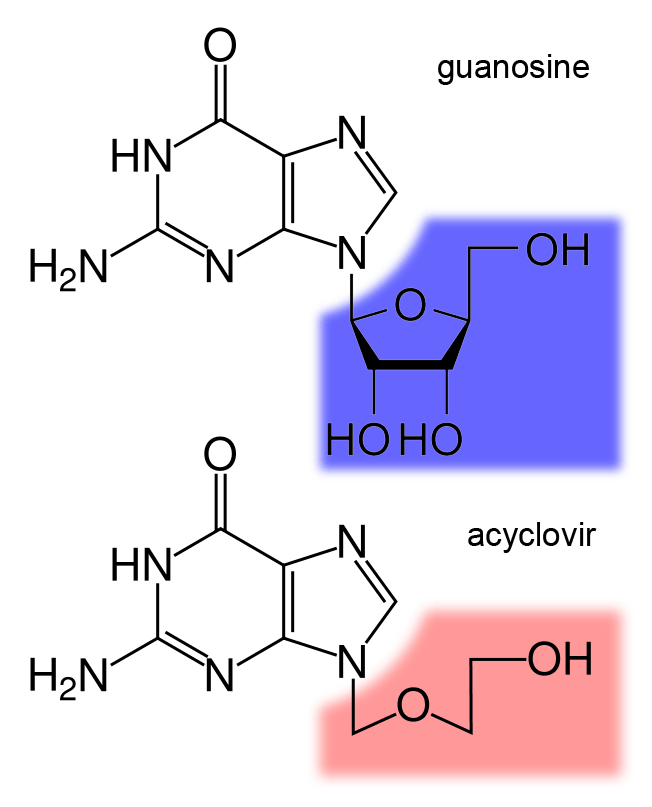
구아노신을 모방하여 기능하는 뉴클레오사이드 유사체인 항바이러스제, 아시클로버(아래)

뉴클레오사이드 유사체(영어: nucleoside analogue)는 핵산 유사체 및 당을 함유하는 뉴클레오사이드이다. 뉴클레오타이드 유사체는 핵산 유사체, 당, 1~3개의 인산기를 함유하는 뉴클레오타이드이다.
뉴클레오사이드 및 뉴클레오타이드 유사체는 치료 약물에 사용되며, 감염된 세포에서 바이러스 복제를 방지하는데 사용되는 다양한 항바이러스제를 포함한다. 비록 가장 일반적으로 사용되는 것은 아시클로버이다.

## 기능
이 약제는 B형 간염 바이러스, C형 간염 바이러스, 단순포진 인간면역결핍 바이러스에 사용할 수 있다. 그들이 인산화되면, 성장하는 DNA 가닥에 통합될 수 있는 뉴클레오타이드와 충분히 유사하여 항대사산물로 작용한다. 그러나  사슬 종결자로 작용하고 바이러스성 DNA 중합효소를 억제한다. 이는 바이러스 DNA에만 국한되지 않으며, 미토콘드리아 DNA에도 영향을 미친다. 이 때문에 골수 억제와 같은 부작용이 있다.

## 저항
하나의 돌연변이만으로 저항이 빨리 일어날 수 있다. 돌연변이는 약물을 인산화하여 활성화시키는 효소에서 발생한다. 단순 포진의 경우 바이러스 효소인 티미딘 인산화효소에 영향을 미치는 돌연변이로 인해 아시클로버에 대한 내성이 생긴다. 뉴클레오사이드 유사체는 2개의 인산화가 활성화 되는 것을 요구한다. 따라서 하나는 바이러스 효소에 의해 수행되고 다른 하나는 숙주 세포의 효소에 의해 수행되므로, 바이러스 티미딘 인산화효소에 대한 돌연변이는 이들 인산화를 방해한다. 이러한 경우 약물은 효과가 없다.

## 예시
뉴클레오사이드 유사체 약물들은 다음과 같다.
- 디옥시아데노신 유사체 :
  - 디다노신 (ddI, HIV) ()
  - 비다라빈 (항바이러스제)
- 아데노신 유사체 :
  - 갈리데시비어 (에볼라)
  - 렘데시비르 (에볼라, 마르부르그, 코로나)
- 디옥시사이티딘 유사체 :
  - 시타라빈 (화학 요법)
  - 젬시타빈 (화학 요법)
  - 엠트리시타빈 (화학 요법, HIV)
  - 라미부딘 (3TC, HIV, B형 간염)
  - 잘시타빈 (ddC, HIV)
- 구아노신 유사체 및 디옥시구아노신 유사체 :
  - 아바카비르 (HIV)
  - 아시클로버
  - 엔테카비르 (B형 간염)
- 티미딘 유사체 및 디옥시티미딘 유사체 :
  - 스타부딘 (d4T)
  - 텔비부딘 (B형 간염)
  - 지도부딘 (아지도티미딘 또는 AZT, HIV)
- 디옥시유리딘 유사체 :
  - 아이독슈리딘
  - 트라이플루리딘

위 약물은 당을 포함하지 않는 핵산 유사체 및 인산기를 포함하는 뉴클레오타이드 유사체이다.

## 같이 보기
- 핵산 유사체